# Hacıkənd
Hacıkənd (deutsch Adschikent) ist ein Dorf im Rayon Göygöl in Aserbaidschan.

## Söhne des Ortes
In Hacıkənd geboren wurden:
- Boris Hagelin (1892–1983), schwedischer Unternehmer und Kryptograph
- Iwan Issakow (1894–1967), sowjetischer Flottenadmiral